# 425
425 (CDXXV, na numeração romana) foi um ano comum do século V do  Calendário Juliano, da Era de Cristo, a sua letra dominical foi D, totalizando 53 semanas, com início a uma quinta-feira e terminou também a uma quinta-feira. Segundo o horóscopo chinês, foi o ano do Boi.
| Ano completo                        |
| ----------------------------------- |
| Ano comum com início à quinta-feira |

## Eventos
- Os Vândalos consquistam Sevilha e Cartagena, Espanha.